# Nerf oculomoteur
 (novembre 2018).
Le nerf oculomoteur (III) fait partie de la troisième paire de nerfs crâniens. Ses fonctions sont motrice et végétative. Il innerve les muscles oculomoteurs (droit supérieur, droit inférieur, droit médial/interne, oblique inférieur), le muscle releveur de la paupière supérieure et les muscles ciliaires (réflexe d’accommodation-convergence), ainsi que le muscle sphincter de l'iris (réflexe photo-moteur pupillaire).

## Anatomie du nerf oculomoteur
Le nerf oculomoteur naît de la face antérieure du tronc cérébral au niveau du mésencéphale. Il se dirige vers la paroi latérale du sinus caverneux en traversant la citerne interpédonculaire. Le nerf oculomoteur gagne ensuite la cavité orbitaire par la fissure orbitaire supérieure. Il se divise finalement en deux branches terminales (supérieure et inférieure). 
Le nerf III comprend deux couches de fibres nerveuses :
1. Extrinsèque : sa fonction est motrice, elle est la plus profonde
- la branche supérieure donne des rameaux innervant les muscles droit supérieur de l'œil (regard vers le haut) et releveur de la paupière supérieure (élévation palpébrale supérieure) ;
- la branche inférieure donne des rameaux innervant les muscles droit inférieur (regard vers le bas), droit médial (regard en dedans vers le nez) et oblique inférieur (regard combiné en haut et en dedans vers le nez).

2. Intrinsèque : sa fonction est végétative, elle est la plus superficielle ; le nerf III est le passage de la voie efférente parasympathique du réflexe photomoteur (RPM) qui innerve le muscle sphincter de l'iris (myosis) et les muscles ciliaires (accommodation du cristallin).
Par ailleurs, il est important de noter que la voie efférente sympathique du RPM a un trajet indépendant du nerf III. Elle naît dans l'hypothalamus, passe par le ganglion cervical supérieur et la carotide primitive, gagne ensuite l'orbite avant d'innerver le muscle dilatateur de l'iris (mydriase) et le muscle rétracteur de la paupière (ou de Müller). Elle est atteinte dans le syndrome Claude Bernard-Horner (ptosis, myosis).

## Examen du nerf oculomoteur

### Signes cliniques
Dans la paralysie du nerf III, la symptomatologie et l'examen clinique dépendent de la couche atteinte et de l’étiologie. Elle est le plus souvent unilatérale. 
Les paralysies oculomotrices peuvent être d'origine nucléaires (atteinte des noyaux oculomoteurs), tronculaires (atteinte du tronc nerveux), supra-nucléaires (atteinte des centres de commande oculomotrice volontaire et involontaire) ou internucléaires (atteinte du faisceau longitudinal médial). On en distingue deux types :
1. paralysie totale : ptosis, diplopie verticale, strabisme divergent, paralysie douloureuse (vers le haut, le bas et en dedans vers le nez), mydriase aréflective, une perte de l'accommodation en vision de près ;
2. paralysie partielle : intrinsèque ou extrinsèque.

Les deux grandes étiologies sont : 
1. la  compression : par un anévrisme du polygone de Willis compliqué ou non d’une hémorragie sous-arachnoïdienne, une tumeur... Il est important de noter qu'en raison de la l’anatomie particulière du nerf, la séquence logique est d'abord une atteinte des fibres intrinsèques (mydriase aréflective, perte de l'accommodation en vision de près) puis extrinsèques (troubles oculomoteurs, ptosis).
2. l’ischémie : artéritique (maladie de Horton...) ou non-artéritique (accident ischémique cérébral, athérosclérose, diabète...). L’atteinte est préférentiellement extrinsèque.

### Imagerie
Elle est étiologique. Les examens utilisés sont la tomodensitométrie et l'imagerie par résonance magnétique.

### Exploration ophtalmologique
- Test de Hess-Lancaster : il explore la paralysie des muscles oculomoteurs.